# Wilhelmina Tekla Krogulska
Wilhelmina Tekla Krogulska z domu Lewicka (ur. 1 października 1856 w Warszawie, zm. 5 czerwca 1933 w Ząbkach k. Warszawy) – polska śpiewaczka operowa i operetkowa (sopran, mezzosopran), prywatna nauczycielka śpiewu.

## Życiorys
Była córką majstra bednarskiego Antoniego Lewickiego i Marianny z Mateckich. 
Wychowywała się w Warszawie i tu uczęszczała do szkół. W wieku kilkunastu lat rozpoczęła naukę śpiewu w Szkole Operowej przy Teatrze Wielkim, pod kierunkiem muzyka i pedagoga Jana Quattriniego. Publiczne występy rozpoczęła w 1873 roku, śpiewając w amatorskim chórze mieszanym imienia Stanisława Moniuszki, prowadzonym przez Władysława Krogulskiego w kościele św. Józefa Oblubieńca NMP na Krakowskim Przedmieściu. 31 października 1874 debiutowała w Warszawskich Teatrach Rządowych, w partii Księżniczki Eboli („Don Carlos”), a w następnym miesiącu zaangażowana została do zespołu opery. Zdaniem recenzentów miała głos śliczny, mezzosopranowy, aksamitny. Podkreślano również jej intuicję artystyczną i umiejętność frazowania. 
W wieku 20 lat, 14 czerwca 1876 w Warszawie wyszła za mąż za aktora i kompozytora Władysława Józefa Krogulskiego (1843-1934).
W Warszawskich Teatrach Rządowych występowała w partiach sopranowych i mezzosopranowych w operach i operetkach. Ostatni raz pojawiła się na scenie 11 lipca 1883 jako Micaela w „Carmen”, po czym wyjechała do Włoch na dalsze studia śpiewacze. Na początku 1884 śpiewała w Teatrze dal Verme w Mediolanie. W czerwcu 1884 przeniosła się do Petersburga i od maja następnego roku przez dwa lata występowała w tamtejszej operze. Na początku 1890 zaangażowana została do zespołu Opery Warszawskiej, w którym pozostała co najmniej do 1898. Śpiewała między innymi partie: Broni („Hrabina”), Zofii („Halka”), Cześnikowej („Straszny dwór”), Amneris („Aida”), Anusi („Wolny strzelec”), Laury („Gioconda”), Małgorzaty („Faust”). Występowała również w operetkach, między innymi w partii Panny Lange („Córka pani Angot”). 
Ostatni raz wystąpiła na scenie w 1901, a następnie poświęciła się pracy pedagogicznej, pracując przez kilkanaście lat jako prywatna nauczycielka śpiewu w Warszawie. 
Zmarła w wieku 77 lat. Pochowana została na Cmentarzu Powązkowskim w Warszawie.